# Georges de Rive
Georges de Rive (né vers 1480, mort 8 juin 1552) est gouverneur du comté de Neuchâtel de 1529 à 1552.

## Biographie
Georges de Rive est né vers 1480. En 1499, il s'engage comme mercenaire en France, devient chevalier et gagne de l'argent grâce au mercenariat. En 1520 environ, il achète la seigneurie de Prangins. Après la Paix perpétuelle signée en 1516 entre le royaume de France et la Confédération des XIII cantons, il sert d'intermédiaire entre les cantons suisses et la comtesse de Neuchâtel Jeanne de Hochberg. Il est aidé dans cette tâche par son beau-frère Pierre Falck. À partir de 1524, il représente les intérêts du duché de Savoie auprès des cantons suisses. Quatre ans plus tard, il reçoit en fief les seigneuries de Bellerive, Genolier et Grandcour. En 1529, il est nommé gouverneur du comté de Neuchâtel, fonction qu'il conserve pendant vingt-trois ans. Il arrive à préserver l'intégrité du comté malgré la Réforme et des souverains négligents.

## Famille
Georges de Rive est le fils d'Odet et d'Isabelle Bertin.
Il se marie vers 1510 à Isabelle de Neuchâtel-Vaumarcus, fille de Roland.